# جیم کارت‌رایت
جیم کارت‌رایت (انگلیسی: Jim Cartwright؛ زادهٔ ۲۷ ژوئن ۱۹۵۸) نمایشنامه‌نویس، بازیگر، فیلم‌نامه‌نویس و مؤلف اهل انگلستان است.
از فیلم‌های که وی در آن نقش داشته‌است، می‌توان به لیتل ویس به اشاره کرد.